# 박가분 (평론가)
박가분(본명 박원익, 1987년 ~ ) 은 대한민국의 인문평론가이다. 주요 저서로 《부르주아를 위한 인문학은 없다》, 《가라타니 고진이라는 고유명》, 일간베스트를 분석한 내용을 담은 《일베의 사상》, 메갈리아와 워마드의 출현 배경, 메갈리아 신드롬 현상에 대해 다룬 《혐오의 미러링》등이 있다.